# Suzanne Mansion
Pour les articles homonymes, voir Mansion.
Suzanne Mansion (Liège 30 juillet 1916 - Woluwé 28 août 1981) est une philosophe belge, spécialiste d'Aristote.

## Biographie
Suzanne Mansion est la petite-fille de Paul Mansion, la fille de Joseph Mansion et la nièce d'Augustin Mansion.
Docteur en philosophie (1941) et maître agrégé de l'Institut supérieur de philosophie (École Saint-Thomas d'Aquin) (1946), elle fut la première femme à obtenir ce grade. Professeur à l'Université Catholique de Louvain à partir de 1968, elle donne des conférences aux États-Unis, au Canada et en Afrique.

## Œuvres
- Le Jugement d'existence chez Aristote, Louvain, Éditions de l'Institut supérieur de philosophie, 1976 (première édition: Louvain, Institut supérieur de philosophie, 1946)
- Études aristotéliciennes, Louvain-la-Neuve, Éditions de l'Institut supérieur de philosophie, 1984  (ISBN 90-6831-007-0)